# Adriaan Dewagtere
Adriaan Dewagtere (4 luglio 2001) è un pattinatore di short track belga.

## Biografia
È stato convocato agli europei di Dordrecht 2019 dove ha ottenuto il secondo posto nella finale B, assieme a Ward Pétré, Stijn Desmet, Rino Vanhooren e David Danneel.
Agli europei di Danzica 2023 ha vinto l'argento nella staffetta 2000 m mista, con i compagni Tineke den Dulk, Stijn Desmet, Hanne Desmet, Ward Pétré e Alexandra Danneel. Nei 1000 m si è piazzato 22º. Nella staffetta 5000 m 5º

## Palmarès
- Europei

Danzica 2023: argento nella staffetta mista 2000 m;
Danzica 2024: argento nella staffetta 5000 m; bronzo nella staffetta mista 2000 m;